# Friedrich Schiller

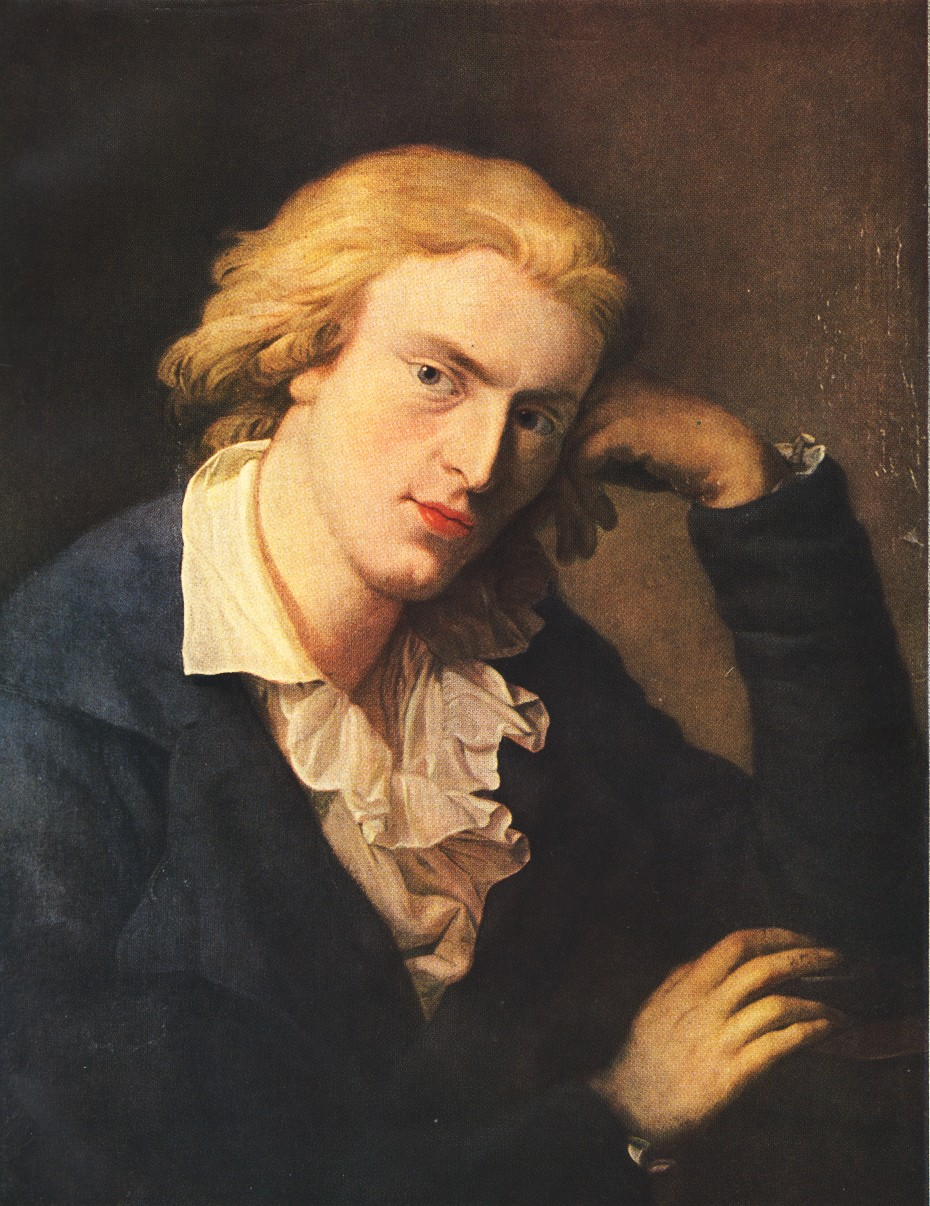
Friedrich Schiller (cca v letech 1786 – 1791)

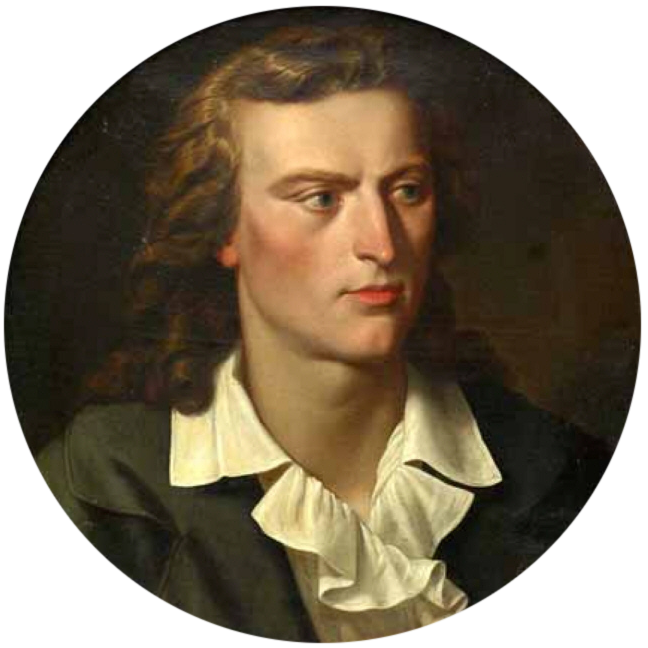
Friedrich Schiller

Johann Christoph Friedrich von Schiller (10. listopadu 1759, Marbach am Neckar – 9. května 1805, Výmar) byl německý spisovatel, básník, dramatik, estetik a historik. Byl vedoucím představitelem německé klasiky a stal se čestným občanem První Francouzské republiky. Jeho dramatické dílo patetickým způsobem hájí svobodu a práva člověka a lidské bratrství. Jeho názory se utvářely pod vlivem Rousseaua, Lessinga a hnutí Sturm und Drang. V estetice vychází z Immanuela Kanta. Umění považoval za prostředek formování harmonické osobnosti, která svobodně tvoří dobro. Podle něj pouze umění pomáhá člověku získat skutečnou svobodu.

## Život
Friedrich Schiller se narodil 10. listopadu 1759 v Marbachu ve Württembersku. Jeho otec se jmenoval Johann Kaspar Schiller a byl lékařem a důstojníkem ve službě vévody Karla Evžena Württemberského, který patřil k nejhorším tyranům své doby. Roku 1772 složil Friedrich Schiller zemské zkoušky a otevřel si tak cestu ke studiu. Ačkoliv chtěl studovat teologii, musel na rozkaz vévody nastoupit do vojenské akademie Karlsschule, aby se stal lékařem (felčarem). Tam prožil celé mládí – žil zde od svých třinácti do jednadvaceti let. Za celou tu dobu neměl jedinou dovolenou, své sourozence neviděl ani jednou a své rodiče jen krátce při jejich návštěvách na akademii, u kterých ale byli přítomni i dozorci. Vojenský pořádek akademie zastupoval rodinu.
Schillerův vývoj byl poměry na vojenské škole velmi ovlivněn, vzpíral se vojenskému drilu a jeho školní výsledky byly čím dál horší. Teprve poté, co se soustředil na medicínu (1776/7), nabyl Schiller sebevědomí a začal na sobě usilovně pracovat. Nadšeně poslouchal přednášky profesora Jacoba Friedricha von Abela, který vyučoval filozofii. Abel pobízel své žáky, aby sami mysleli, a pokoušel se z nich vychovat osvícenské a „dobré“ lidi. Popisoval jim ideu génia, který poslouchá jen své city a veškerá pravidla se mu protiví. Šestnáctiletý Schiller, který už léta psal básně a cítil, že býti básníkem je jeho životní povolání, pochopil, že to Abelova slova jen potvrzují. Zapálený básník na škole také založil tajný spolek poezie. Po uvedení jeho prvního dramatu Loupežníci roku 1782, díky kterému se stal slavným, jej stihl zákaz publikování a pro nepovolenou návštěvu reprízy představení hry byl na čtrnáct dní uvězněn. V září 1782 utekl z vojenské akademie a po delším putování se uchýlil na statek svého spolužáka u Mannheimu, kde sedm měsíců psal. V červenci 1783 dostal špatně placené místo dramatika  u divadla v Mannheimu. S velkým úspěchem tam bylo uvedeno jeho drama Úklady a láska, avšak jeho smlouva s divadlem nebyla prodloužena.
V letech 1784–1785 měl Schiller finanční nouzi a také onemocněl.  V té době napsal drama Don Carlos a oslavnou báseň Óda na radost. S velkými nadějemi v listopadu roku 1787 navštívil Rudolstadt v Durynsku, kde poznal svou budoucí manželku Charlottou von Lengenfeld. O rok později se zde setkal s Johannem Wolfgangem von Goethe a s jeho přispěním získal místo mimořádného profesora historie na univerzitě v Jeně (v současnosti Friedrich-Schiller-Universität Jena). Koncem roku 1789 umožnilo Schillerovi postavení univerzitního profesora (s platem 200 tolarů ročně) zásnuby se šlechtičnou Charlottou von Lengenfeld. Schiller a Charlotte uzavřeli sňatek 22. února 1790. V této době onemocněl tuberkulózou. 
V roce 1792 byl Schiller jmenován čestným občanem Francouzské republiky.  V témže  roce dokončil historický spis Dějiny třicetileté války a další studie o divadelním umění, estetice a filozofii. 
Roku 1794 se Goethe a Schiller znovu setkali v Jeně. Hovořili spolu po Schillerově přednášce a poznali svoji myšlenkovou spřízněnost, což vedlo k jejich přátelství, které trvalo až do předčasné Schillerovy smrti v roce 1805. Společně s Johannem Gottfriedem Herderem a Christophem Martinem Wielandem tvořili Goethe a Schiller čtveřici představitelů tzv. výmarské klasiky. Spolu s Goethem se Schiller také podílel na vydávání literárního měsíčníku Die Horen a později také na Almanachu Múz (Musen-Almanach). Výsledkem jejich spolupráce a přátelského soutěžení byla roku 1797 řada Schillerových i Goethových balad prvně vydaných v Almanachu Múz pro rok 1798 (Musen-Almanach für das Jahr 1798). Rok 1797 bývá proto v dějinách německé literatury označován jako Balladenjahr (Rok balad).
V březnu 1797 získal Schiller v Jeně zahradní dům, ve kterém trávil letní měsíce se svou manželkou a dvěma malými syny Karlem (nar. 1792) a Ernstem (nar.1796). V říjnu 1799 se narodila dcera  Karolína Henrietta Luisa. 
V prosinci roku 1799 Schiller přesídlil do Výmaru, kde vznikla dramata Valdštejn, Marie Stuartovna a Panna Orleánská. Roku 1802 byl povýšen do šlechtického stavu. Na začátku roku 1804 dokončil hru Vilém Tell, v červenci se mu narodilo čtvrté dítě, dcera  Emilie Friederike Henriette. Schiller pokračoval v práci, přestože jeho zdravotní stav se zhoršoval. Noviny dokonce rozšířily falešnou zprávu o jeho smrti.  
Zemřel 9. května 1805 ve věku 45 let na akutní zápal plic. O tři dny později byl Friedrich Schiller pohřben na hřbitově kostela sv. Jakuba ve Výmaru do hromadného hrobu vážených osobností. V prosinci 1827 byly ostatky vyzvednuty a přeneseny do knížecí krypty na novém výmarském hřbitově. Po jeho boku byl později na vlastní žádost pohřben i J.W. Goethe. 
O pravosti Schillerových kosterních pozůstatků se vedl dlouholetý spor, když v roce 1911 byla v hromadném hrobě nalezena druhá lebka připisovaná Schillerovi. V roce 2008 byla provedena analýza DNA a  porovnaná se vzorky od Schillerových příbuzných odebranými z rodinného hrobu ve Stuttgartu a dalšího hrobu rodiny v Bonnu. Dospělo se  k závěru, že ani jednu ze dvou lebek nelze připsat Schillerovi. 

## Dílo
Schiller je znám především jako dramatik. V jeho prvních tragédiích se projevuje vliv preromantického německého hnutí Sturm und Drang (Bouře a vzdor) s důrazem na emoce. V dramatech výmarské klasiky pak Schiller spojuje osvícenské i romantické prvky úsilím o skloubení osvícenské rozumovosti s romantickou citovostí. V centru jeho dramat stojí silný jedinec, na kterého působí různé společenské a dějinné síly a který je vystaven svodům moci i vlastní pýchy. Pro své hry Schiller většinou volí historické látky se vztahem k významným dějinným přelomům.
Schiller sice nepovažoval za hlavní oblast své literární činnosti poezii, přesto je jeho básnická tvorba rozsáhlá. Obsahuje intimní, přírodní a reflexivní lyriku, humorné a satirické básně, epigramy, společensko-kritickou poezii a především balady, z nichž nejvýznamnější vznikly roku 1797 v rámci spolupráce a přátelského soutěžení s Goethem.
Nedílnou součástí Schillerova díla jsou i jeho povídky, nedokončený román, eseje, historiografické a filosofické spisy a také překlady.

## Výběrová bibliografie

### Divadelní hry

#### ObdobíSturm und Drang
- Loupežníci (1781, Die Räuber). K sepsání dramatu Loupežníci podnítila Schillera povídka básníka Christiana Schubarta. První scény vznikly patrně už roku 1777. Schiller pracoval na textu bez ustání, dokonce i po nocích, během nichž riskoval, že jej při takové zakázané činnosti objeví. Jednoho květnového dne roku 1778 se Schiller s několika kamarády oddělil od skupiny a ve volné chvíli jim část textu přednesl. Ze strany jeho současníků se připravované drama okamžitě setkalo s nadšením. Hra vyšla tiskem anonymně roku 1781. Uvedení textu na jevišti se ujalo divadlo v Mannheimu, jehož ředitel však trval na okleštění kontroverzního textu a zmírnění některých pasáží. V lehce pozměněné, jen zčásti Schillerem odsouhlasené podobě si hra 13. ledna 1782 odbyla v Mannheimu světovou premiéru a okamžitě na sebe strhla pozornost.[8]
- Fiesco a jeho janovské spiknutí (1783, Die Verschwörung des Fiesco zu Genua). Hra námětové vychází z historického spiknutí Giovanniho Luigiho Fieschicho proti Andreovi Doriovi v Janově v roce 1547. Hrabě Fiesco se pak postupně z bojovníka za republikánskou svobodu Janova změní v uchvatitele moci.[9]
- Úklady a láska (1784.Kabale und Liebe). V této tragédii ztroskotá láska měšťanské dívky a šlechtice na intrikách tyranského a nemoralistického knížecího dvora.[10]
- Don Carlos (1783–1787). Divadelní hra Don Carlos zpracovává látku z doby nizozemského boje za nezávislost a vyjadřuje touhu po přátelství a míru.[11]

#### Obdobívýmarské klasiky

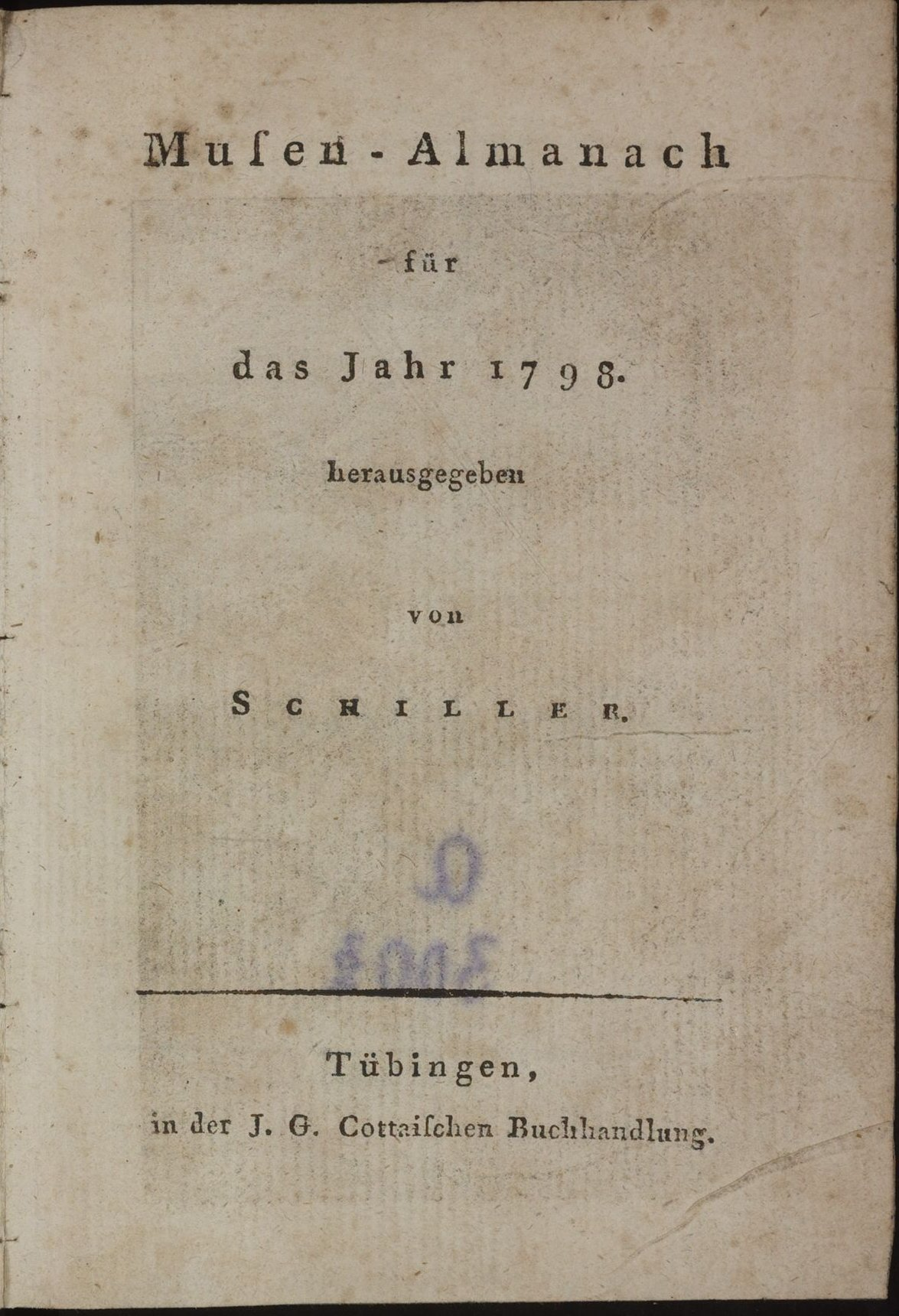
Almanach múz pro rok 1798

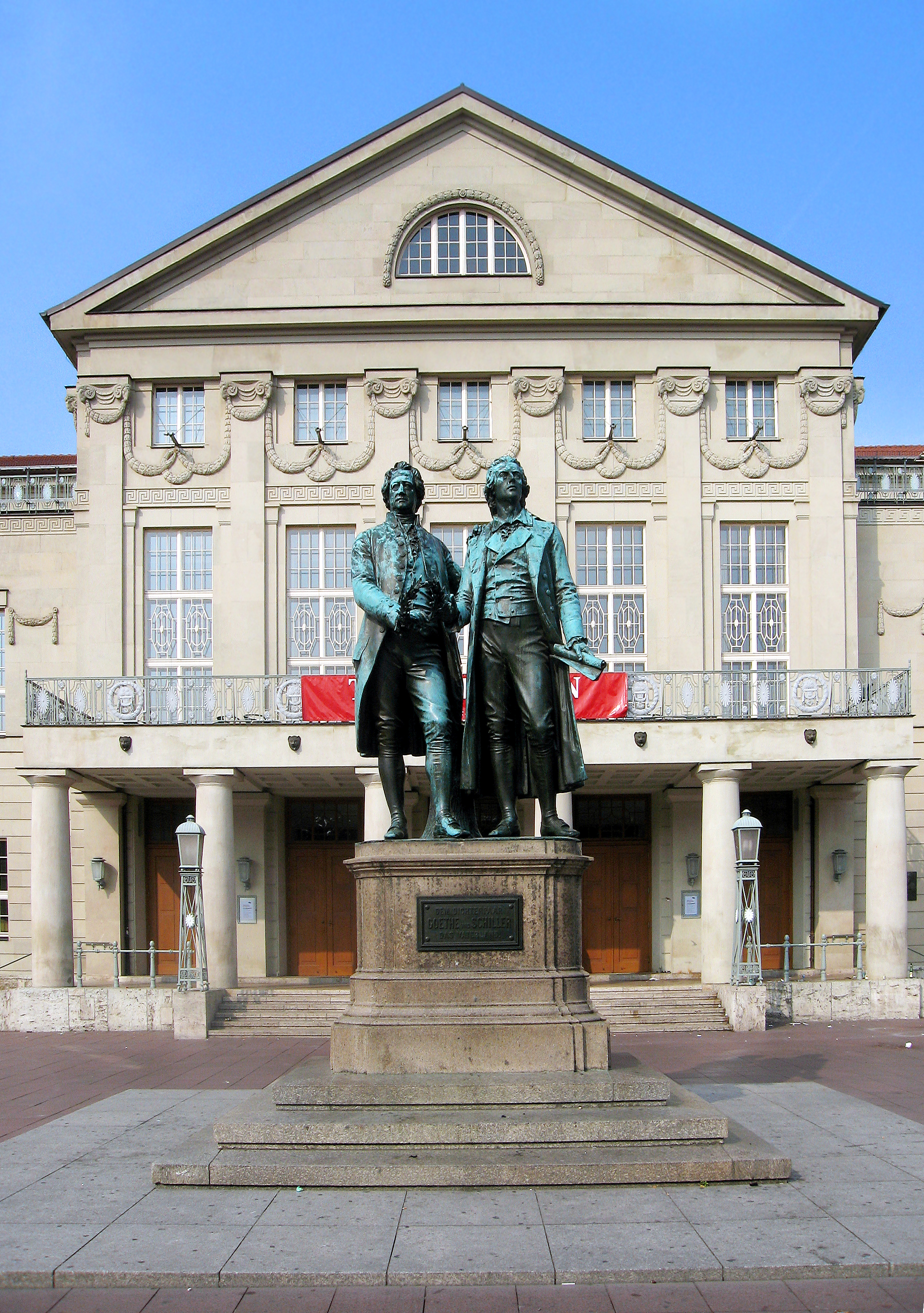
Goethe a Schiller (Výmar)

- Valdštejn (1798-1799, Wallenstein), dramatická trilogie zobrazující události v Plzni a Chebu v zimě na přelomu let 1633/1634, které vedly k zavraždění Albrechta z Valdštejna, nejvyššího velitele císařských vojsk během třicetileté války. Postava Valdštejna je zobrazena s vnitřní rozporností. Prahne po stále větší moci, ale zároveň není pragmatickým a bezohledným tyranem jako jeho důvěrníci nebo odpůrci. Váhá zradit císaře Ferdinanda II., současně se ale nedokáže zbavit mocenských ambicí. Tento postoj se mu stane osudným. V okamžiku, kdy bylo na místě rychlé rozhodnutí, se svým nejednáním vydal napospas vnějším silám, které již nedokázal ovládnout. Trilogie se skládá z těchto her:
  - Valdštejnův tábor (Wallensteins Lager), premiéra 12. října 1798 ve Výmaru.
  - Piccolominiové (Die Piccolomini), premiéra 30. ledna 1799 ve Výmaru.
  - Valdštejnova smrt (Wallensteins Tod), premiéra 20. dubna 1799 ve Výmaru.[12]
- Marie Stuartovna (1800, Maria Stuart). Zápas skotské královny Marie Stuartovny s anglickou královnou Alžbětou I. je vlastně zápasem katolické a protestantské církve. Dramatičnost, která byla ve Valdštejnovi situovaná v jedné osobě (já proti sobě), se zde rozdělila do dvou osob: Marie a Alžběty. Smrt Stuartovny byla dlouho chápána jako oběť, Alžběta byla naproti tomu chápána negativně. V Schillerově hře dojde poprvé k vyrovnání těchto dvou aspektů.
- Panna Orleánská (1801, Die Jungfrau von Orléans). Postava Jany z Arku byla v té době velmi známá, ale jinak než dnes (v Shakespearově hře Jindřich VI. byla zobrazena jako děvka a čarodějnice, která zvítězila pomocí satana). Ve Francii se vyskytuje nejprve v eposech, bývala zobrazena v ještě horším světle, než ji zobrazil Shakespeare. Schillerova hra je první rehabilitací Jany, obecenstvo ale tuto hru později nemělo rádo. Z Jany z Arku se stala populární lidová hra. Ze všech her, které napsal Schiller, byla Jana nejlepší postavou, Schiller ji měl nejradši.
- Messinská nevěsta (1803, Die Braut von Messina). Schiller se pokusil zrekonstruovat antickou tragédii i s chórem. Původní název zněl Bratři nepřátelé.
- Vilém Tell (1803-1804, Wilhelm Tell). Námět na tuto hru Schiller získal od Goethea – Goethe byl totiž ve Švýcarsku, vyslechl zde tuto pověst a vyprávěl ji Schillerovi, který ji zpracoval.
- Dimitrij (1804-1805, Demetrius), nedokončená tragédie (práci na hře přerušila Schillerova smrt) založená na osudech falešného ruského cara Lžidimitrije I. řešící konflikt mezi legitimitou a realitou moci.

### Balady
- Matka vražednice (1782, Die Kindsmörderin), balada o krásné mladé ženě, která zabije své nemanželské dítě, inspirovaná skutečnou události.
- Zahalený obraz v Sais (1795, Das verschleierte Bild zu Saïs), balada, prvně vydána v Schillerově literárním měsíčníku Die Horen, je založena na starořeckých, egyptských a biblických motivech odkazujících se na umělecký motiv nazývaný Isidin závoj .
- Potápěč (1797, Der Taucher), balada, prvně vydána v Almanachu Múz pro rok 1798 (Musen-Almanach für das Jahr 1798), popisuje odvahu chlapce, který se vrhne do mořského víru, aby přinesl zpět zlatý pohár, který do něj vhodil jeho král,.
- Rukavička (1797, Der Handschuh), balada, prvně vydána v Musen-Almanach für das Jahr 1798, je založena na skutečném středověkém příběhu.
- Polykratův prsten (1797, Der Ring des Polykrates), balada, prvně vydána v Musen-Almanach für das Jahr 1798., je založena na osudech starořeckého tyrana Polykrata ze Samu popsaných v Herodotových Dějinách.
- Ibykovi jeřábi (1797, Die Kraniche des Ibykus), balada, prvně vydána v Musen-Almanach für das Jahr 1798, je založena na vraždě starořeckého básníka Ibyka v 6. století před naším letopočtem.
- Rytíř Toggenburg (1797, Ritter Toggenburg),balada, prvně vydáno v Musen-Almanach für das Jahr 1798, vypráví o nenaplněné lásce švýcarského rytíře Toggenburga, který se zúčastní křížové výpravy a po návratu zjistí, že jeho milovaná dívka vstoupila do kláštera . Usadí se proto na dohled od její cely jako poustevník, spokojený, že vidí jeptišku alespoň z dálky. Balada končí jeho smrtí.
- Cesta do huti (1797, Der Gang nach dem Eisenhammer), balada prvně vydaná v Musen-Almanach für das Jahr 1798 řešící otázku věrnosti, viny a trestu.
- Rukojmí (1798, Die Bürgschaft), balada, prvně vydaná v Almanachu Múz pro rok 1799 (Musen-Almanach für das Jahr 1799), se odehrává ve starořeckých Syrakusách a oslavuje přátelství a věrnost.
- Boj s drakem (1798, Der Kampf mit dem Drachen), balada prvně vydána v Musen-Almanach für das Jahr 1799 s motivem vítězství mravní pokory nad touhou po slávě..
- Héro a Leandros (1801, Hero und Leander), balada založená na tragické lásce mladíka Leandra a kněžky bohyně Afrodity Héro.
- Kassandra (1802), balada popisuje nářek Kassandry, dcery trojského krále Priama, nad tím, že nedokáže zabránit zničení svého rodného města, protože jejím věštbám nikdo nevěří.[13]
- Hrabě Habsburg (1803, Graf von Habsburg), balada líčící sílu víry Rudolfa Habsburského.
- Slavnost vítězná (1804, Das Siegesfest)m balada líčící mravní prázdnotu oslav vojenských vítězství.
- Alpský lovec (1804, Der Alpenjäger), poslední Schillerova balada odsuzující násilí.[14]

### Lyrika

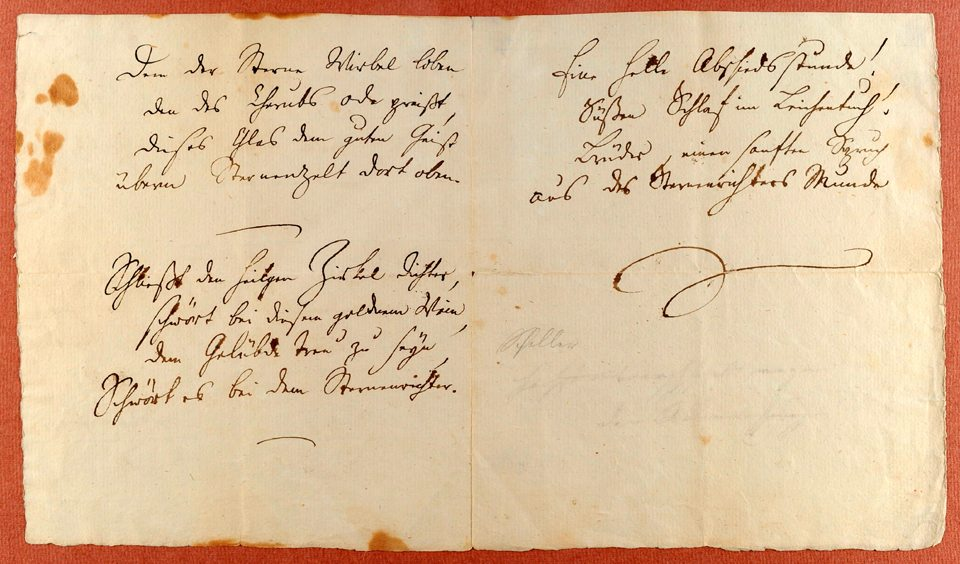
Schillerův rukopis básně Óda na radost

- Večer (1776, Der Abend), Schillerova prvotina napsaná pod vlivem Christiana Fürchtegotta Gellerta.
- Elegie na smrt jednoho mladíka (1781, Elegie auf den Tod eines Jünglings), báseň napsaná k předčasné smrti Schillerova spolužáka, do zasáhla cenzura pro její buřičství a dech vzpoury.
- Fantazie pro Lauru (1782, Phantasie an Laura), první část cyklu devíti milostných ód věnovaných Schillerově bytné.
- Míně (1782, An Minna), báseň ve stylu ód pro Lauru.
- Melancholie (1782, Melancholie), jedna z ód pro Lauru.
- Triumf lásky (1782, Der Triumph der Liebe), hymnus napsaný pod vlivem Gottfrieda Augusta Bürgera.
- Moje květy (1782. Meine Blumen), báseň související s ódami pro Lauru.
- Óda na radost (1785, Ode an die Freude), báseň oslavující přátelství mezi lidmi zhudebněná mimo jiné Ludwigem van Beethovenem a prohlášená za Evropskou hymnu.
- Umělci (1789, Die Künstler), nejrozsáhlejší Schillerova báseň popisující vývoj od člověka animálního k člověku duchovnímu přes člověka estetického.
- Dítě v kolébce (1796, Das Kind in der Wiege).
- Naděje (1797, Hoffnung).
- Slova víry (1797, Die Worte des Glaubens).
- Píseň o zvonu (1799, Das Lied von der Glocke), oslava dělné práce a drobného měšťanstva ovlivněná Schillerovou návštěvou zvonařské dílny v Rudolstadtu.
- Bohové Řecka (1800, Die Götter Griechenlands), kritika luteránského dogmatismu.
- Goethovi (1800, An Goethe), Goethe je zde osloven jako dramatik, který zlomil okovy francouzské teorie umění, hlavně principu jednoty místa a času.
- Poutník (1803, Der Pilgrim), jedna z posledních Schillerových básní vyjadřující krizi jeho závěrečného tvůrčího období projevující se ztrátou básníkova idealismu.[15]

### Próza
- Velkorysý čin (1782, Eine großmütige Handlung), anonymně vydaná povídka,
- Provinil se, že pozbyl cti (1786, Der Verbrecher aus verlorener Ehre), povídka založená na skutečném případu zkoumající rozvoj delikventské psychologie.
- Hra osudu (1789, Spiel des Schicksals), anonymně vydaná povídka.
- Spiritista (1787-1789, Der Geisterseher), nedokončený román s napínavým příběhem prince, který podlehne svodům a intrikám katolického spiknutá, které usiluje o jeho duši i trůn,
- Mojžíšovo poslání (1790, Die Sendung Moses), esej týkající se vzniku judaismu.[1]

### Další díla
- Dějiny oddělení spojeného Nizozemí od španělské vlády (1788, Geschichte des Abfalls der vereinigten Niederlande von der Spanischen Regierung), historický spis.
- Dějiny třicetileté války (1792, Geschichte des Dreißigjährigen Krieges), historický spis.
- O půvabu a důstojnosti (1793, Über Anmut und Würde).
- Listy o kráse (1794, An Körner über die Schönheit).
- Listy o estetické výchově (1795, Über die ästhetische Erziehung des Menschen).
- Studie o naivním a sentimentálním básnictví (1795, Über naive und sentimentalische Dichtung). Schiller v díle rozlišil dvojí rovinu básnictví a dramatu: naivní a sentimentální.[1]

### Překlady
- 1790 – Eurípidés: Ífigeneia v Aulidě (Iphigenie in Aulis).[16]
- 1800 – William Shakespeare: Macbeth.[17]
- 1801 – Carlo Gozzi: Turandot.
- 1803 – Louis-Benoît Picard: Parazit (Der Parasit).[1]
- 1803 – Louis-Benoît Picard: Synovec jako strýček (Der Neffe als Onkel).[18]
- 1805 – Jean Racine: Faidra (Phädra).